# 兵主大社

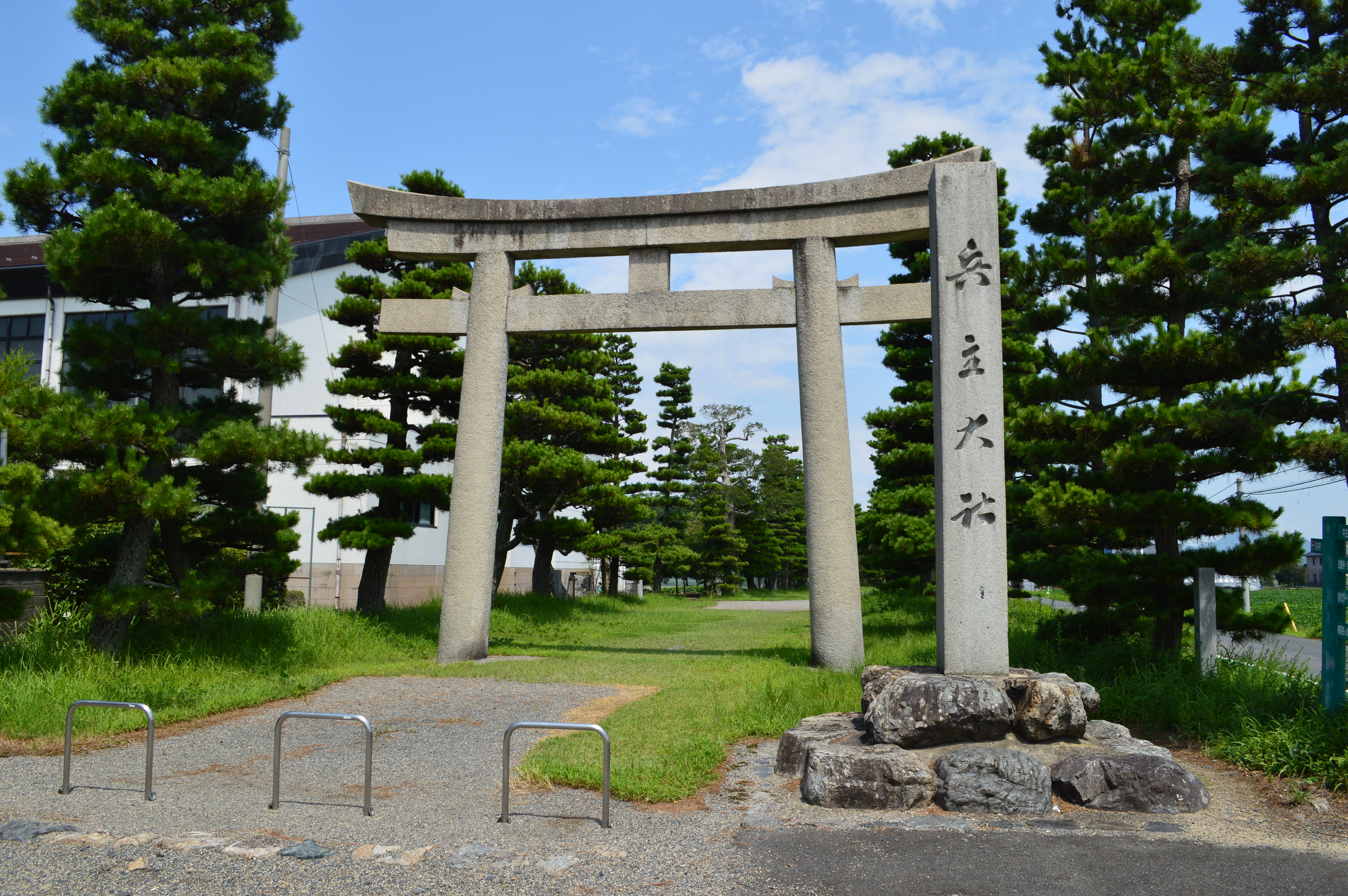
大鳥居

兵主大社（ひょうずたいしゃ）は、滋賀県野洲市にある神社。式内社（名神大社）で、旧社格は県社。正式名称は「兵主神社」であるが、通常は「兵主大社」と称する。
「兵主」の神を祀る神社は日本全国に約50社あり、延喜式神名帳には19社記載されているが、その中で名神大社は当社と大和国穴師坐兵主神社・壱岐国兵主神社のみである。
2015年（平成27年）4月24日、「琵琶湖とその水辺景観－ 祈りと暮らしの水遺産 」の構成文化財として日本遺産に認定される。

## 祭神
- 主祭神 - 八千矛神（大国主神）
- 配祀神 - 手名椎神・足名椎神

## 歴史
社伝「兵主大明神縁起」によれば、景行天皇58年、天皇は皇子・稲背入彦命に命じて大和国穴師（奈良県桜井市、現・穴師坐兵主神社）に八千矛神を祀らせ、これを「兵主大神」と称して崇敬した。近江国・高穴穂宮への遷都に伴い、稲背入彦命は宮に近い穴太（滋賀県大津市穴太）に社地を定め、遷座した。欽明天皇の時代、播磨別らが琵琶湖を渡って東に移住する際、再び遷座して養老2年（718年）、現在地に社殿を造営し鎮座したと伝え、以降、播磨別の子孫が神職を世襲している。また、中国の八神信仰に由来する兵主の神を渡来人が祀り、但馬国を中心に広まったともいう。
延喜式神名帳では名神大社に列し、治承4年（1180年）には正一位勲八等兵主大神宮の勅額が贈られている。
中世には、「兵主」を「つわものぬし」と読むことより、武士の厚い信仰を得た。源頼朝による神宝の寄進の他、社伝によると足利尊氏による楼門の造営があったという。また、江戸時代には、徳川将軍家から社領の寄進を受け、厚い保護を受けた。
明治時代に入ると県社に列せられた。
平安時代後期に作庭されたといわれている庭園は、国の名勝に指定されている。

## 境内

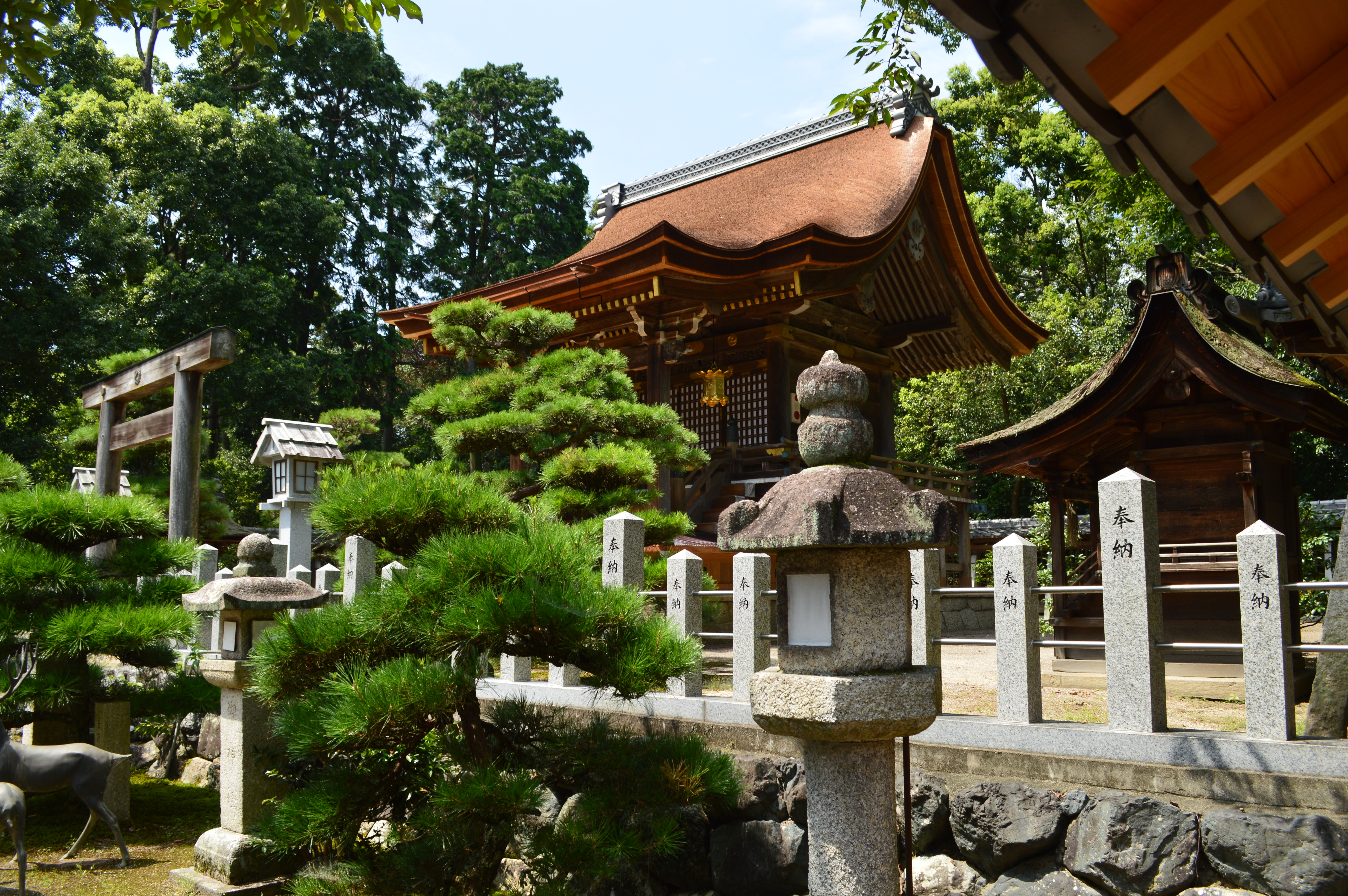
本殿（野洲市指定文化財）

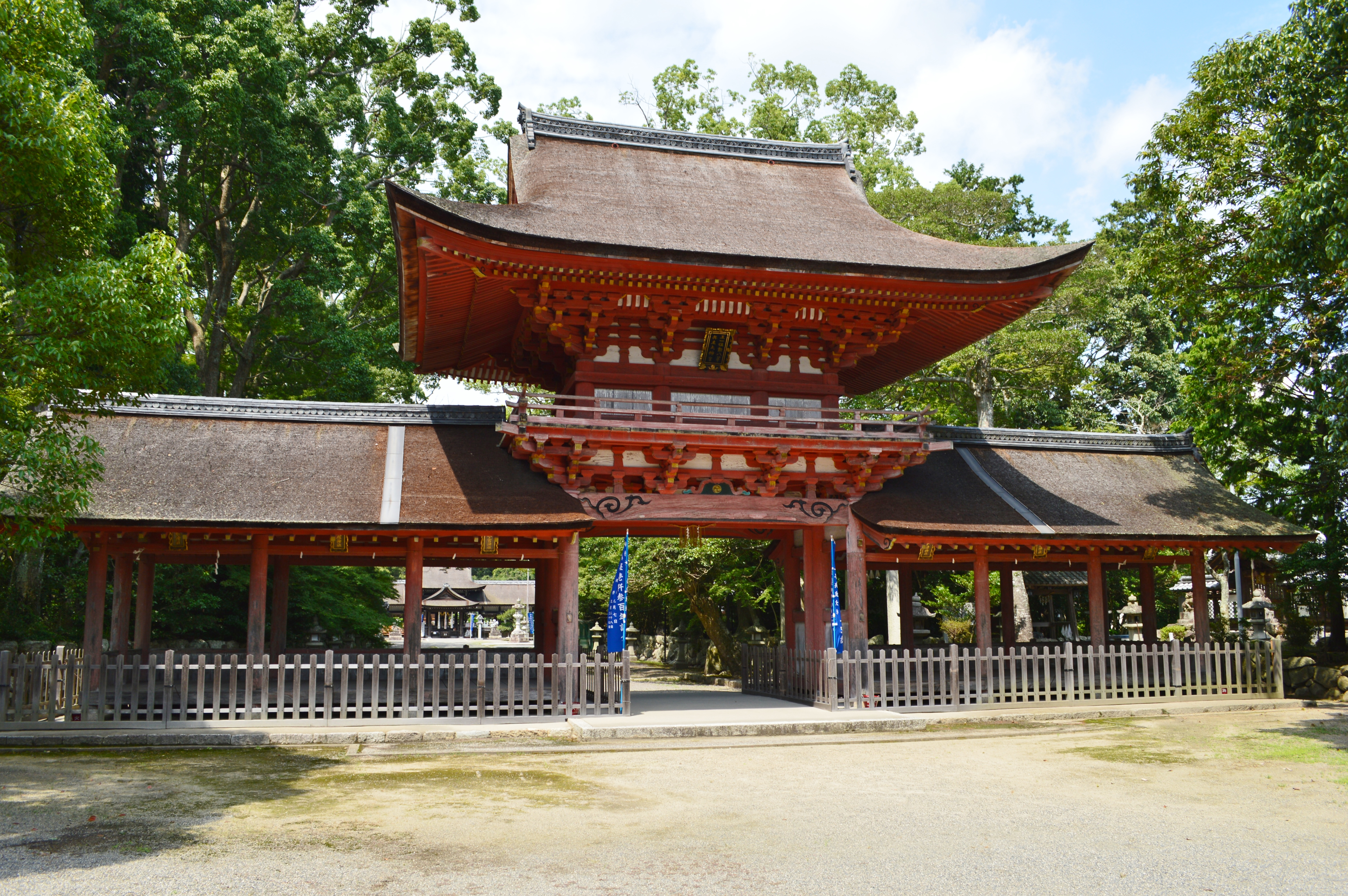
楼門（滋賀県指定文化財）

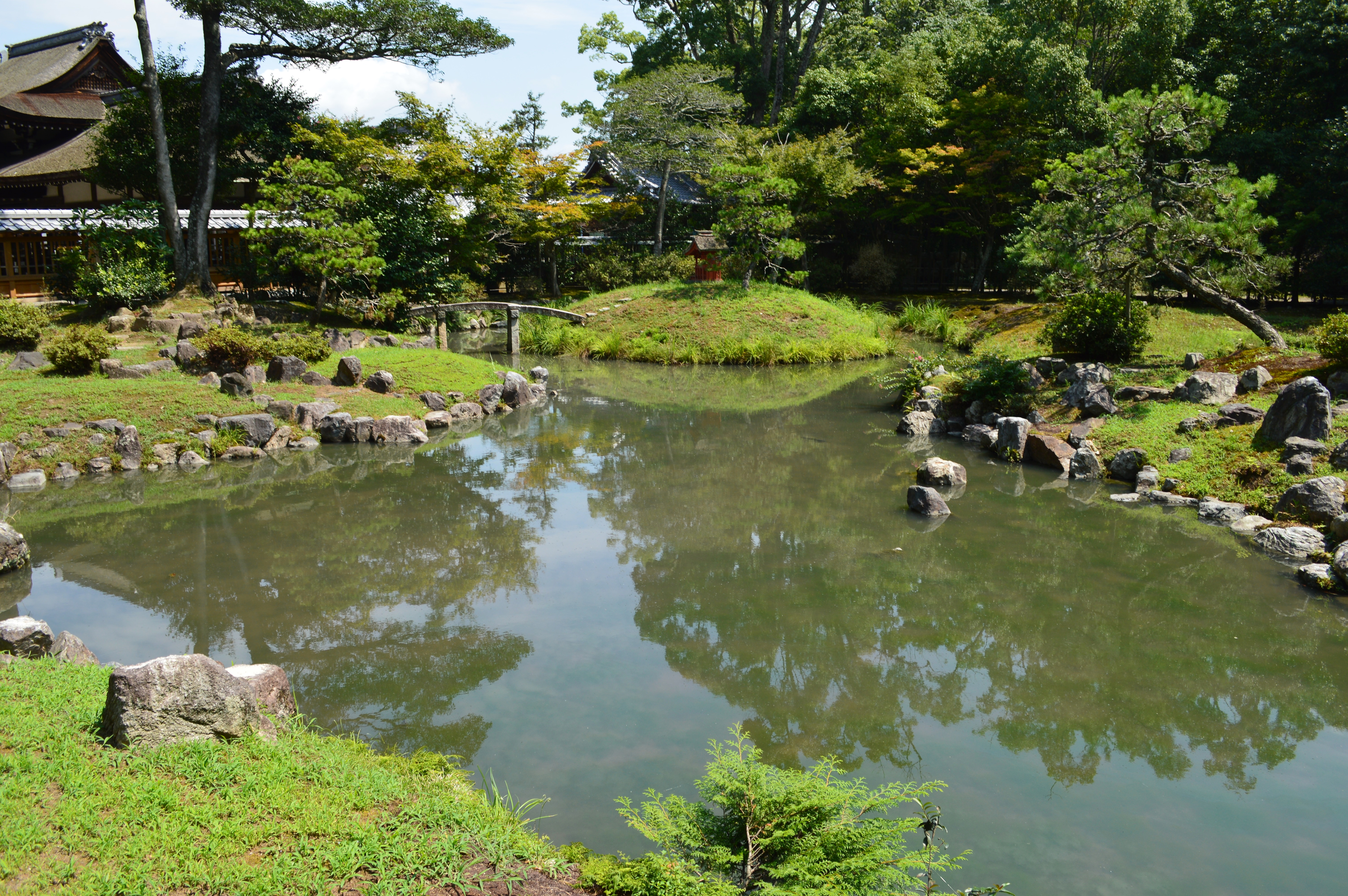
庭園（国の名勝）

- 本殿（野洲市指定有形文化財） - 江戸時代の再建。
- 拝殿
- 旧護摩堂 - 元は神宮寺の不動堂。兵主大明神の本地仏である不動明王を祀っていた。
- 両大神宮
- 庭園（国指定名勝） - 池泉回遊式庭園。
- 収蔵庫
- 社務所
- 参集所
- 石造宝塔（野洲市指定有形文化財） - 南北朝時代の建立。
- 楼門（滋賀県指定有形文化財） - 天文19年（1550年）再建。社伝によると足利尊氏の寄進だとされている。

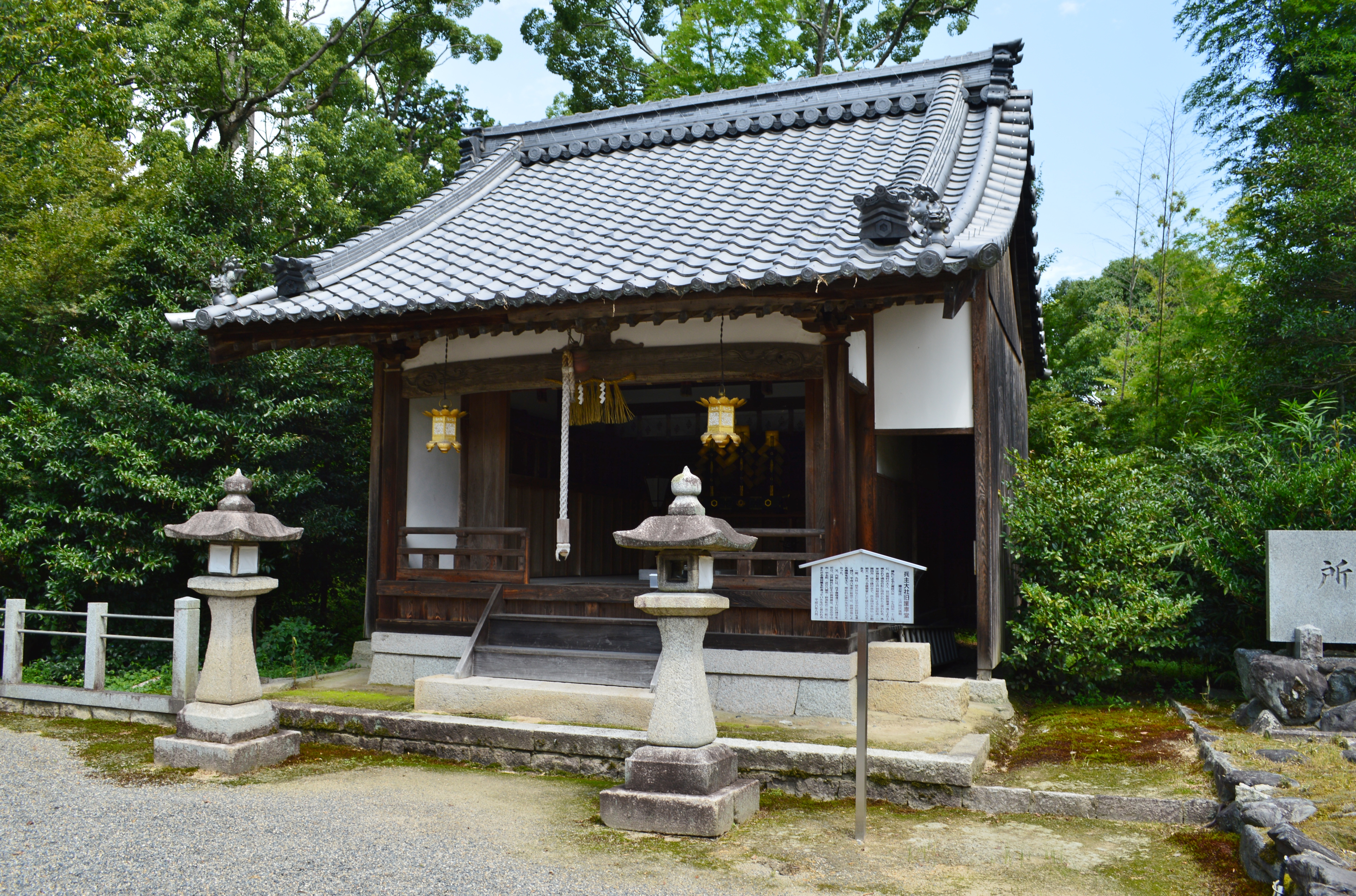
旧護摩堂
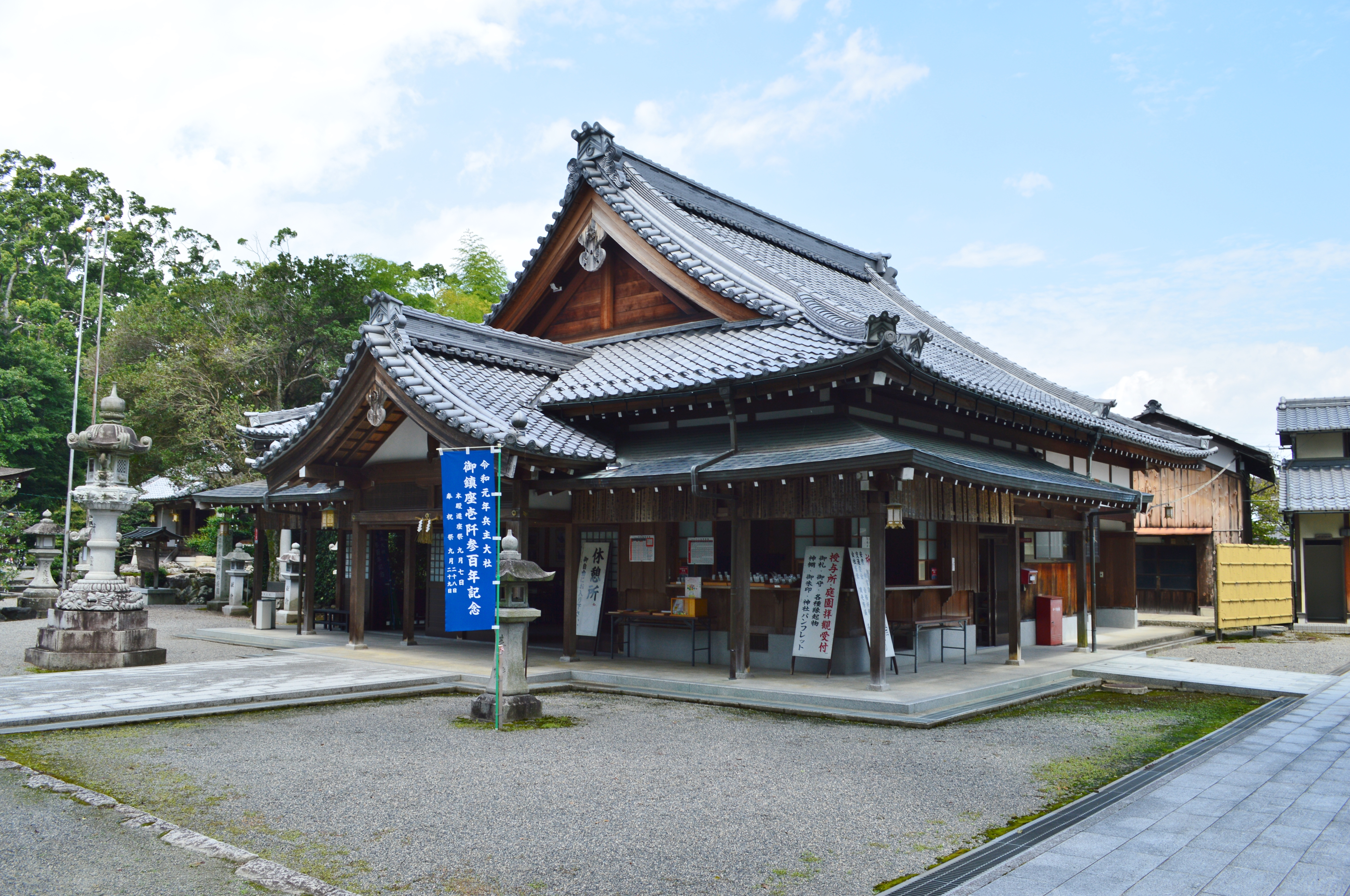
社務所
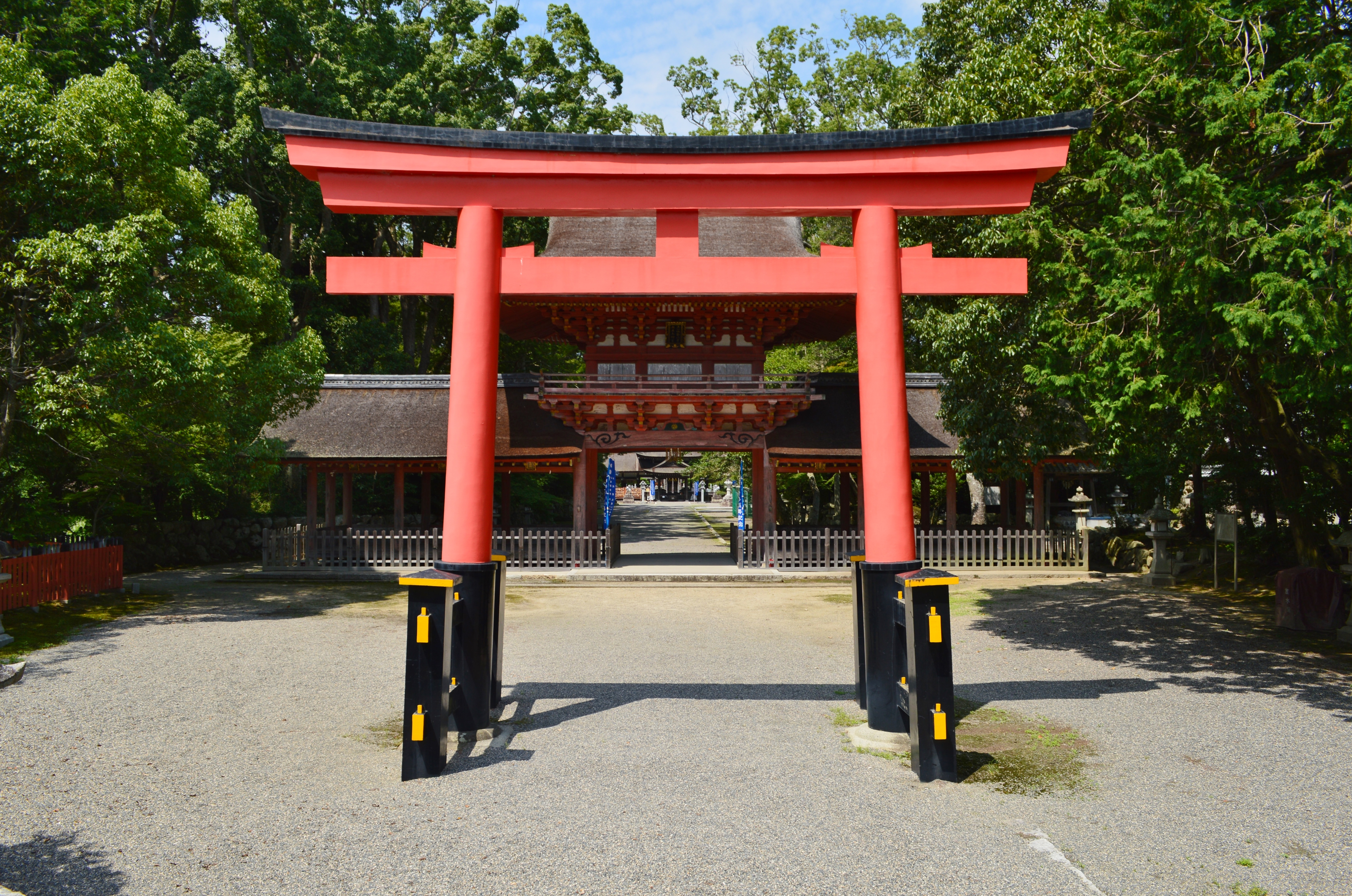
境内鳥居

## 摂末社

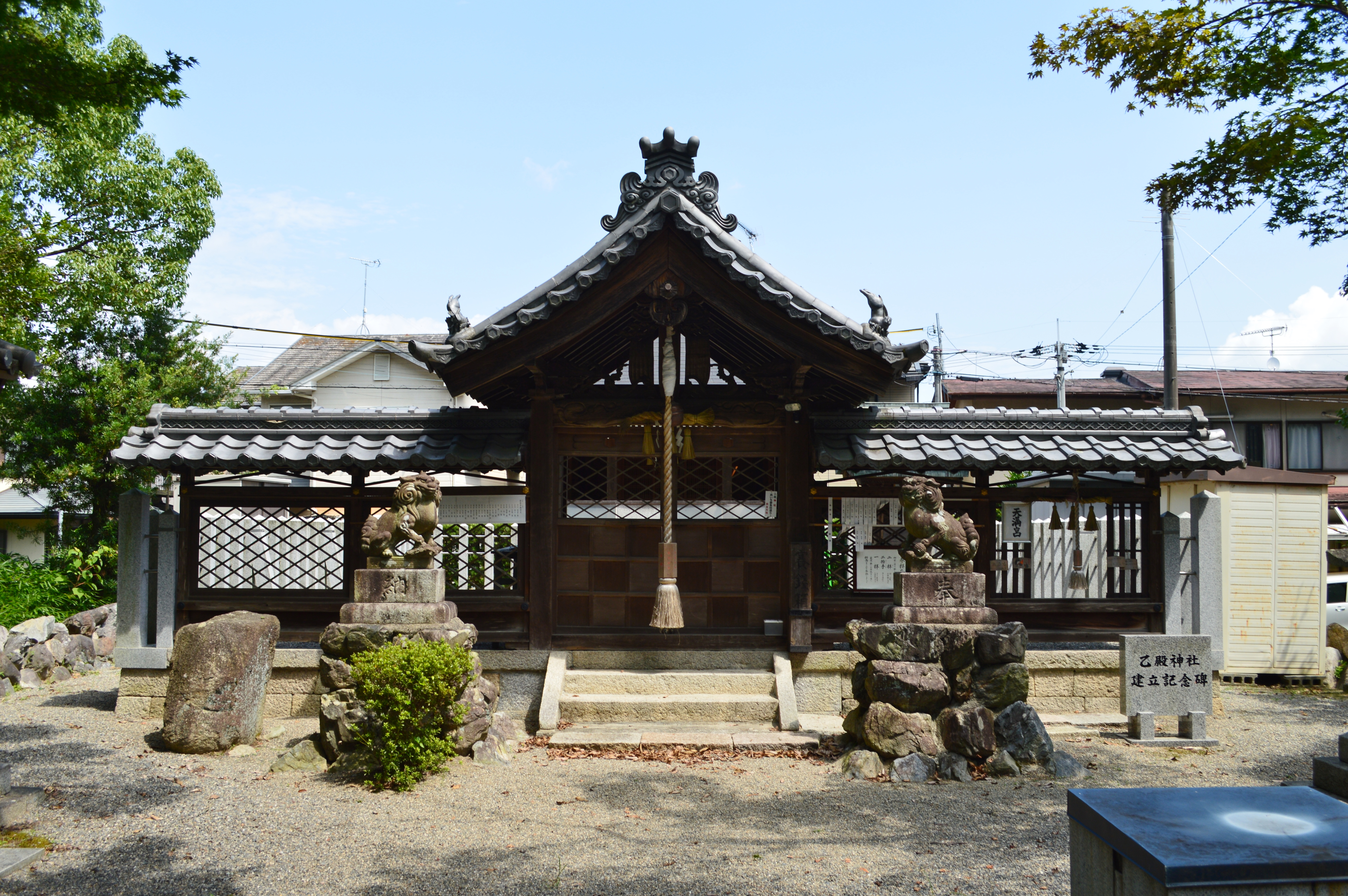
手名椎社 - 祭神：手名椎神
- 足名椎社 - 祭神：足名椎神
- 手洗御前社
- 乙殿神社 - 祭神：稲背入彦神
- 天満宮 - 祭神：菅原道真

- 乙殿神社

## 祭事
- 兵主祭（5月5日）

## 文化財

### 重要文化財（国指定）
- 白絹包腹巻 1具（※「腹巻」は「よろい」の一種）（工芸品） - 南北朝時代の作。1956年（昭和31年）6月28日指定[2]。京都国立博物館寄託。
  - （以下、附指定）
    - 鍍銀籠手金具
    - 鍍銀臑当（すねあて）
    - 茜威喉輪（あかねおどしのどわ）
    - 白生絹袷小袖
    - 萌黄地白茶格子生絹袷小袖
    - 緂帯
    - 唐櫃

以下の2件の重要文化財（兵主大社旧蔵）は文化庁買上げとなり、現在は奈良国立博物館の所蔵となっている。
- 金銅種子華鬘（こんどうしゅじけまん） 6枚
- 刺繍三昧耶幡（ししゅうさまやばん） 17旒

### 重要美術品（国認定）
- 革箙（かわえびら） 附：黒漆矢 6隻 - 鎌倉時代の作。1934年（昭和9年）5月18日認定[2]。
- 錦包箙 附：黒漆矢 6隻 - 室町時代の作。1934年（昭和9年）5月18日認定[2]。
- 梓弓 - 室町時代の作。1942年（昭和17年）5月30日認定[2]。
- 伏竹弓 - 室町時代の作。1942年（昭和17年）5月30日認定[2]。
- 黒漆弓 - 室町時代の作。1942年（昭和17年）5月30日認定[2]。
- 木造唐鞍神馬口取添 - 鎌倉時代の作。1942年（昭和17年）5月30日認定[2]。
- 木造神馬 - 鎌倉時代の作。1942年（昭和17年）5月30日認定[2]。滋賀県立琵琶湖文化館寄託。

### 国指定名勝
- 兵主神社庭園 - 1953年（昭和28年）3月31日指定、1996年（平成8年）11月11日に名勝範囲の追加指定[2]。

### 滋賀県指定文化財
- 有形文化財
  - 兵主大社楼門 附：翼廊 2棟（建造物） - 室町時代の造営。1966年（昭和41年）7月4日指定[2]。
  - 鰐口（工芸品） - 桃山時代の作。天正18年（1590年）の刻銘がある。2011年（平成23年）3月24日指定[2]。
  - 大般若波羅蜜多経（矢放神社保管） 附：識語等断簡 524帖（書跡） - 平安時代・鎌倉時代の作。野洲市歴史民俗博物館保管。1988年（昭和63年）3月31日指定[2]。野洲市歴史民俗博物館寄託。

### 野洲市指定文化財
- 有形文化財
  - 兵主神社本殿（建造物） - 1988年（昭和63年）9月1日指定[2]。
  - 石造宝塔（建造物） - 2003年（平成15年）3月7日指定[2]。
  - 木造不動明王立像（彫刻） - 南北朝時代の作。1994年（平成6年）3月31日指定[2]。
  - 木造男神像（その1）（彫刻） - 鎌倉時代の作。1994年（平成6年）3月31日指定[2]。
  - 木造男神像（その2）（彫刻） - 鎌倉時代の作。1994年（平成6年）3月31日指定[2]。
  - 木造男神像（その3）（彫刻） - 室町時代の作。1994年（平成6年）3月31日指定[2]。
  - 木造飾馬（彫刻） - 鎌倉時代の作。滋賀県立琵琶湖文化館保管。2007年（平成19年）4月13日指定[2]。
  - 木造唐鞍神馬（彫刻） - 室町時代の作。2007年（平成19年）4月13日指定[2]。
  - 木造宝塔（工芸品） - 室町時代の作。滋賀県立琵琶湖文化館保管。2007年（平成19年）4月13日指定[2]。

## 社叢林
社叢林は「兵主神社クスノキ社叢林」として滋賀県の緑地環境保全地域に指定されている（面積3.0ha、1983年（昭和58年）3月31日指定）。

## アクセス
交通
- JR西日本 東海道本線（琵琶湖線） 野洲駅から下記のバスに乗車。
  - 南口：野洲市コミュニティバスで五条自治会館停留所下車、徒歩3分。
  - 北口：近江鉄道バスで兵主大社前停留所下車、徒歩5分。

駐車場
- 普通車40台、大型車5台

見学
- 境内自由
- 庭園 - 一般300円、学生200円、団体（10名以上）250円
- 庭園・収蔵庫（要予約） - 一般500円、学生300円、団体400円